# Caught Stealing
Caught Stealing (titulada: Atrapado robando en Hispanoamérica, Bala perdida  en España) es una próxima película de suspenso policial estadounidense de 2025  producida y dirigida por Darren Aronofsky, a partir de un guion escrito por Charlie Huston, y está basada en el libro de Huston del mismo nombre. La película está protagonizada por Austin Butler, Regina King, Zoë Kravitz, Matt Smith, Liev Schreiber, Vincent D'Onofrio, Griffin Dunne, Bad Bunny y Carol Kane.
Producida por Columbia Pictures en asociación con Protozoa Pictures, Caught Stealing se estrenará en Estados Unidos por Sony Pictures Releasing el 29 de agosto de 2025.

## Premisa
Un exjugador de béisbol se encuentra inmerso en el submundo criminal de Nueva York en la década de 1990. 

## Reparto
- Austin Butler como Henry "Hank" Thompson
- Regina King como Roman
- Zoë Kravitz como Yvonne
- Matt Smith como Russ
- Liev Schreiber como Lipa
- Vincent D'Onofrio como Shmully
- Griffin Dunne como Paul
- Bad Bunny como Colorado
- Carol Kane
- Ténoch Huerta
- D'Pharaoh Woon-A-Tai como Dale
- Will Brill como Jason
- Acción Bronson
- George Abud como Duane
- Yuri Kolokolnikov
- Georgia Piña Clark

## Producción
Una adaptación de David Hayter del primer libro de una trilogía  sobre Hank Thompson escrita por Charlie Huston estaba en desarrollo en 2013, con Patrick Wilson en el papel principal.  Se informó que Sony Pictures estaba desarrollando una nueva adaptación cinematográfica en marzo de 2024 en la que Huston adaptaba su propia novela, Darren Aronofsky dirigía, Austin Butler era El protagonista y Protozoa Pictures estaba a cargo de la producción. En julio de 2024, Zoë Kravitz y Regina King se unieron al elenco en papeles no revelados. En agosto, Matt Smith, Liev Schreiber y Bad Bunny se sumaron al elenco,   con Griffin Dunne, Vincent D'Onofrio, D'Pharaoh Woon-A-Tai y Action Bronson uniéndose al mes siguiente.  En diciembre de 2024 se anunció que Carol Kane se había unido al elenco en un papel en el que solo habla yiddish.  Tenoch Huerta y Georgia Piña Clark también se unieron al elenco. 
La fotografía principal comenzó el 5 de septiembre de 2024 en la ciudad de Nueva York .

## Estreno
Se prevé que Caught Stealing se estrene en Estados Unidos el 29 de agosto de 2025. 